# 朱拱樻
弋陽端惠王朱拱樻（1497年11月14日—1551年10月9日），號醒齋，明朝寧藩第四代弋陽王，弋陽莊僖王朱宸汭的嫡長子。

## 生平
弘治十年十月二十日（1497年11月14日）生。正德九年（1514年）十一月，弋陽莊僖王朱宸汭去世。嘉靖元年（1522年），朱拱樻襲封弋陽王，受命管理寧府事，戒飭建安、樂安各府宗室。
嘉靖二年（1523年）五月，朱拱樻獲賜《祖訓》一部。嘉靖五年（1526年）五月，朱拱樻獲准祭祀寧獻王朱權、寧惠王朱磐烒，祭以親王之禮，樂舞等減半。嘉靖九年（1530年），朱拱樻奏請主山川社禝之祀。禮部稱：“逆濠不道，變置社禝，存諸有司。拱樻不過約束宗室，代理府事，豈得與有司之事？所請不可許。”明世宗從禮部之議，山川社禝之祀未獲允許。
嘉靖三十年九月初十日（1551年10月9日），朱拱樻去世，享年五十五歲，諡號端惠。三年後，庶長子朱多焜襲爵。

## 家庭

### 妻
- 歐陽氏（1498年－1563年），東城兵馬副指揮歐陽淮女[1]，嘉靖二年（1523年）九月冊為弋陽王妃[7]。

### 妾
- 孫氏（－1567年）[1]，嘉靖十九年（1540年）四月冊為弋陽王夫人[8]，隆慶元年（1567年）正月冊為弋陽端惠王次妃[1]，生朱多焜。

### 子
- 庶長子：鎮國將軍→弋陽恭懿王朱多焜